# Fingerbägare
Fingerbägare (Clavicorona taxophila) är en svampart som först beskrevs av Thom, och fick sitt nu gällande namn av Doty 1947. Fingerbägare ingår i släktet Clavicorona och familjen Auriscalpiaceae.  Arten är reproducerande i Sverige. Inga underarter finns listade i Catalogue of Life.